# Audi TT 8J
Der Audi TT 8J ist der Nachfolger des ersten Audi TT. Er wurde am 6. April 2006 vor dem Brandenburger Tor in Berlin, Deutschland vorgestellt und ab 7. April 2006 auf der AMI Leipzig präsentiert. Auf den Marktstart des Kombicoupés 2006 folgte im März 2007 eine Roadster-Variante.

## Technik
Der Audi TT 8J war ein neu entwickeltes Fahrzeug auf der Plattform des 2003 vorgestellten Audi A3 8P, auf dessen Basis auch der VW Golf V und Touran I entwickelt worden waren. Dementsprechend wurden zahlreiche technische Neuerungen vorgestellt: Mit der zweiten TT-Generation wurde erstmals das adaptive Dämpfersystem Audi magnetic ride wahlweise angeboten. Des Weiteren wurde eine Weiterentwicklung des ASF (Audi Space Frame) verwendet, eine Materialkombination aus Aluminium und Stahl, die das Fahrzeug bei gleichzeitigem Stabilitätsgewinn leichter machte.
Zum Verkaufsstart waren der 2,0-Liter-Turbomotor (Reihenvierzylinder) mit 147 kW (200 PS) sowie der 3,2-Liter-VR6 mit 184 kW (250 PS) verfügbar. Beide waren mit dem Doppelkupplungsgetriebe S tronic (ehemals DSG) kombinierbar. Als Einstiegsmotorisierung wurde im Frühjahr 2008 der neuentwickelte 1,8-Liter-TFSI-Motor mit 118 kW (160 PS) vorgestellt und zur gleichen Zeit ein 2,0-Liter-Dieselmotor mit 125 kW (170 PS) präsentiert.

## Modellpflege
Auf der AMI 2010 wurde ein weiterentwickelter TT vorgestellt, der ab Ende Mai 2010 verkauft wurde.
Äußerlich wurde der TT an Front- und Heckpartie etwas verändert, die Scheinwerfer wurden überarbeitet und es stehen neue Lackierungen zur Auswahl. Der Innenraum zeigt ebenfalls nur kleine Änderungen wie Applikationen und neue Innenfarben.
Motorentechnisch gab es mehrere Änderungen. Der 3,2-l-VR6 fiel aus dem Programm und der 147 kW starke 2.0 TFSI wurde durch den 155-kW-Motor aus dem VW Golf VI GTI mit ebenfalls zwei Liter Hubraum ersetzt, der wie im A4/A5 eine variablen Ventilsteuerung erhielt, was gegenüber dem Motor im Golf GTI 70 Nm mehr Drehmoment verschafft.

## Bildergalerie

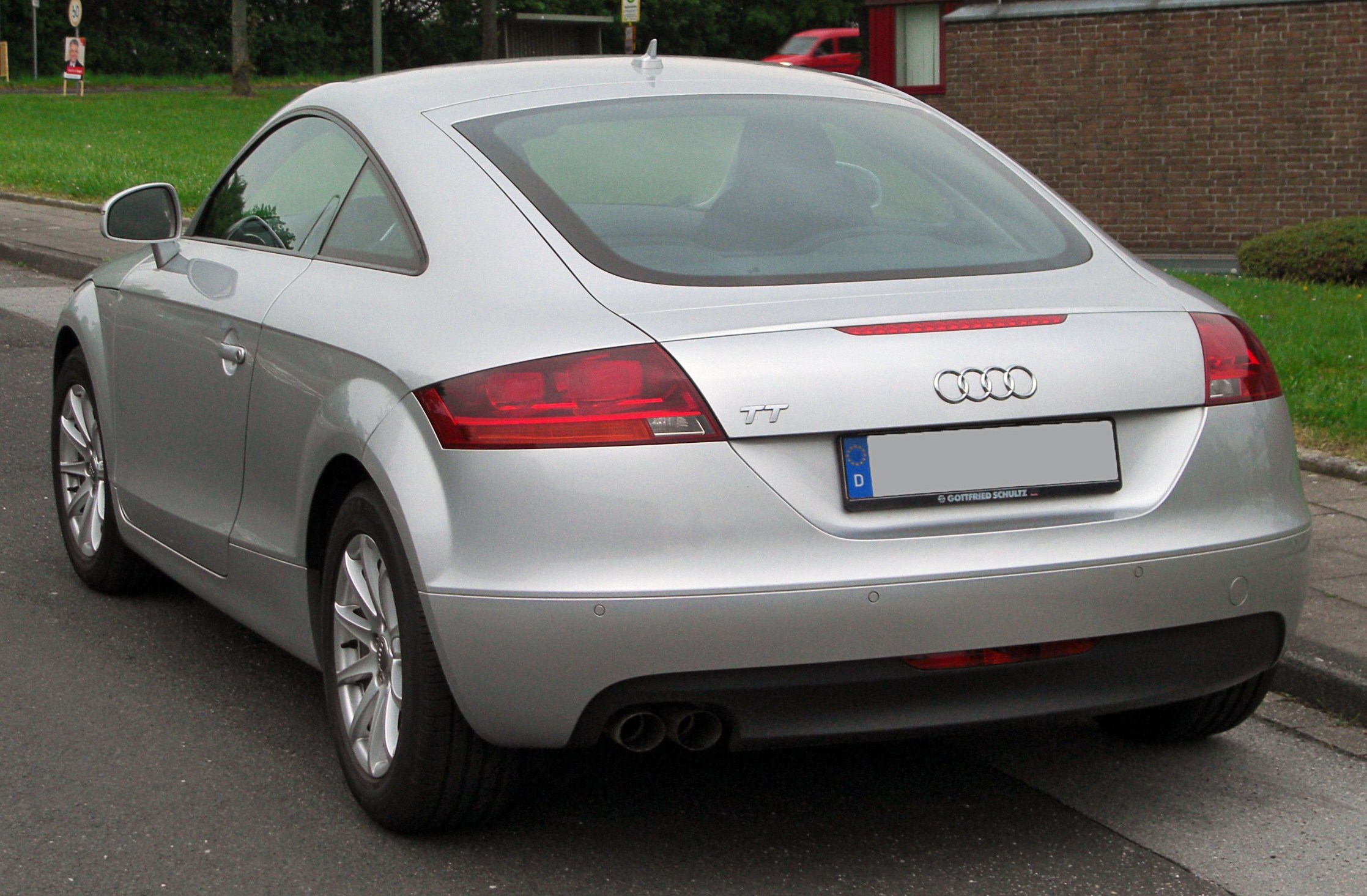
Audi TT Coupé Heckansicht
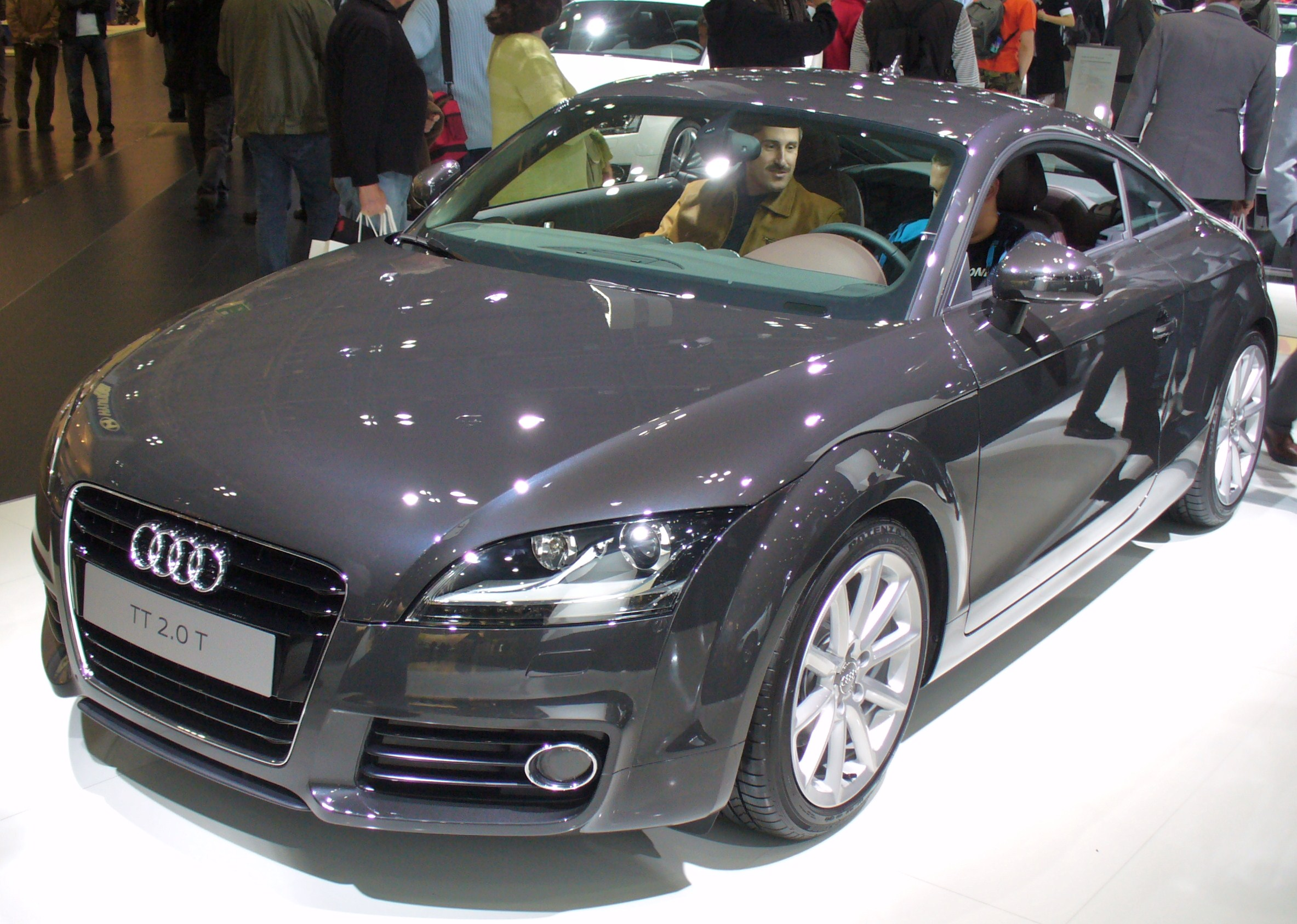
Audi TT Coupé (2010–2014)
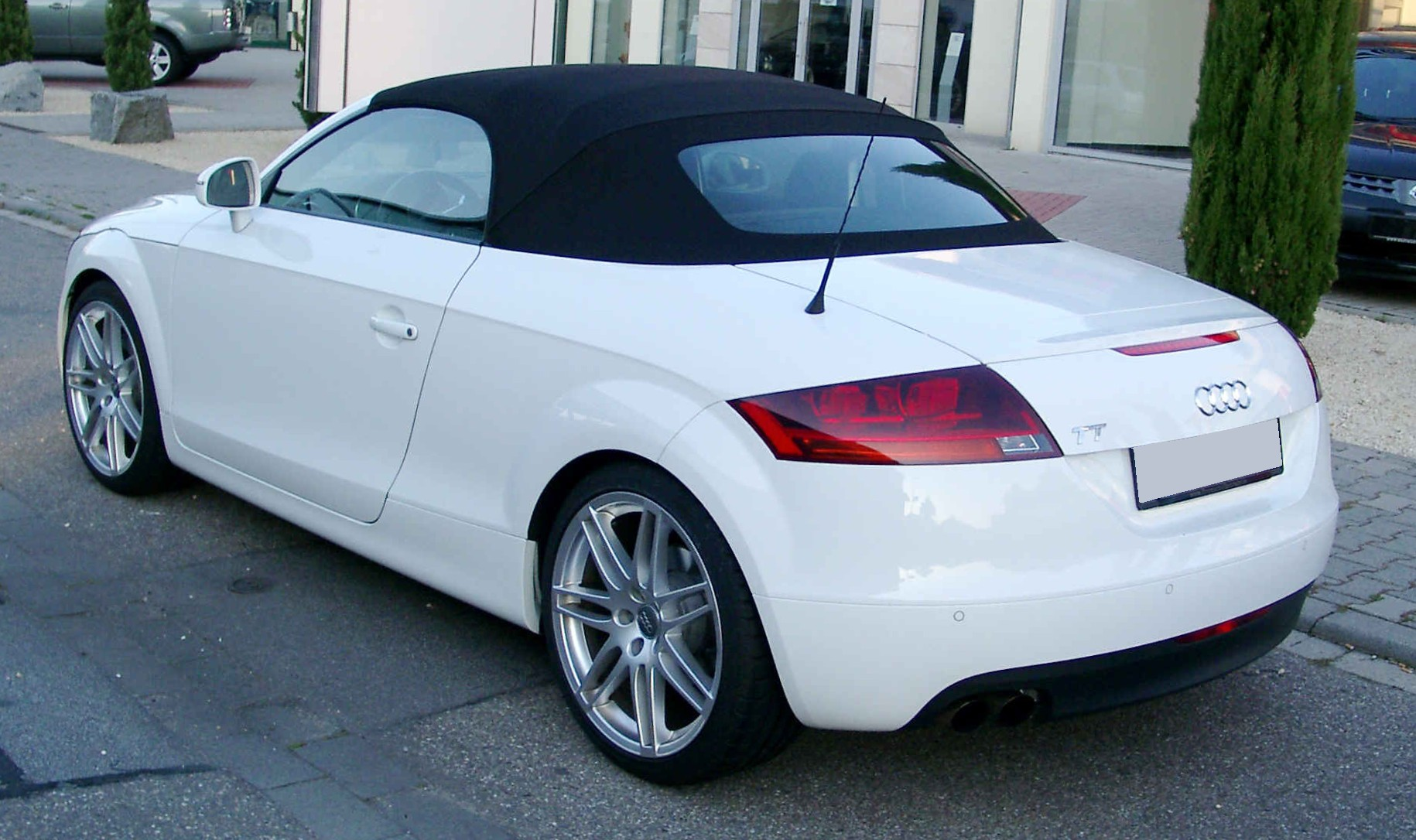
Audi TT Roadster (2007–2010)
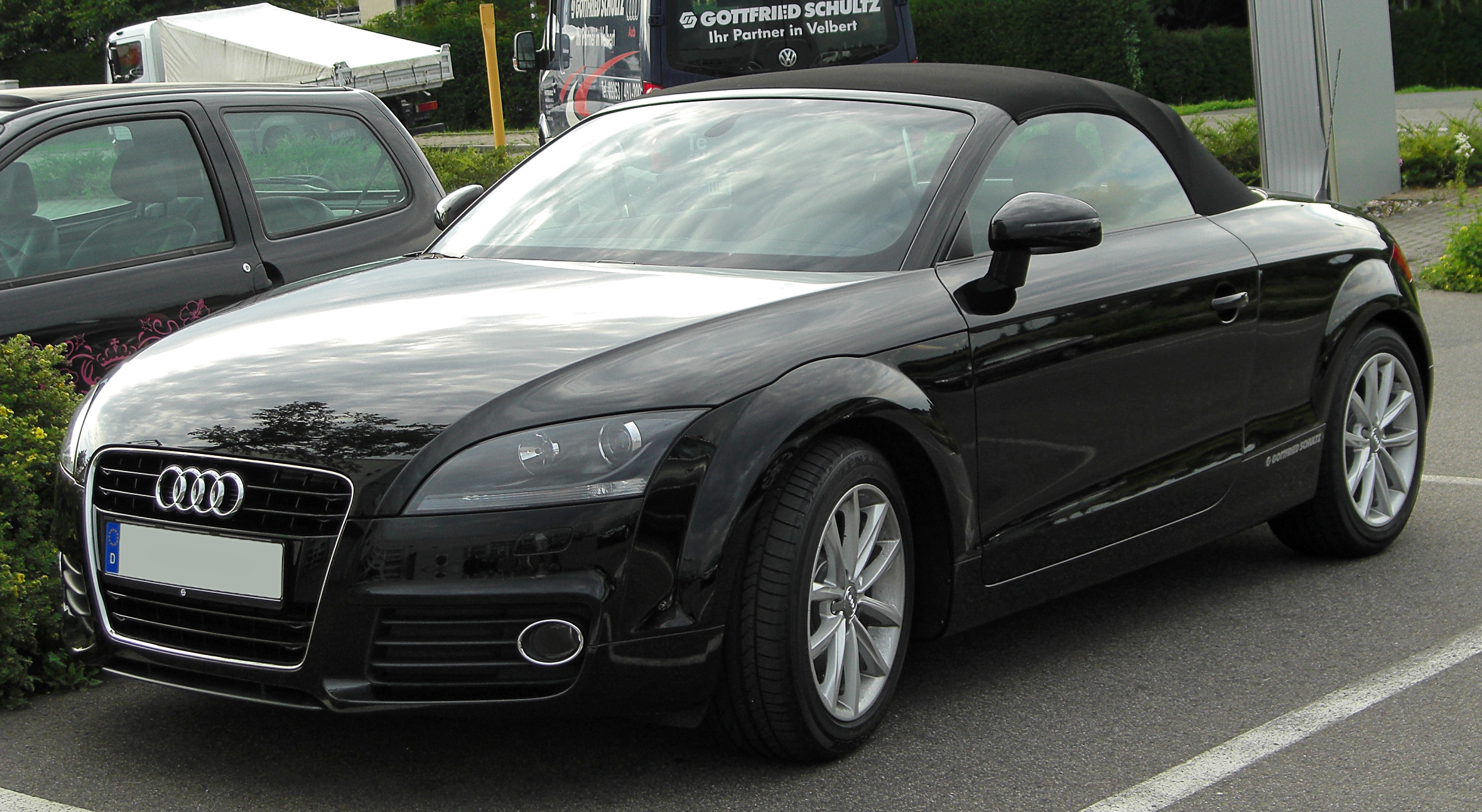
Audi TT Roadster (2010–2014)
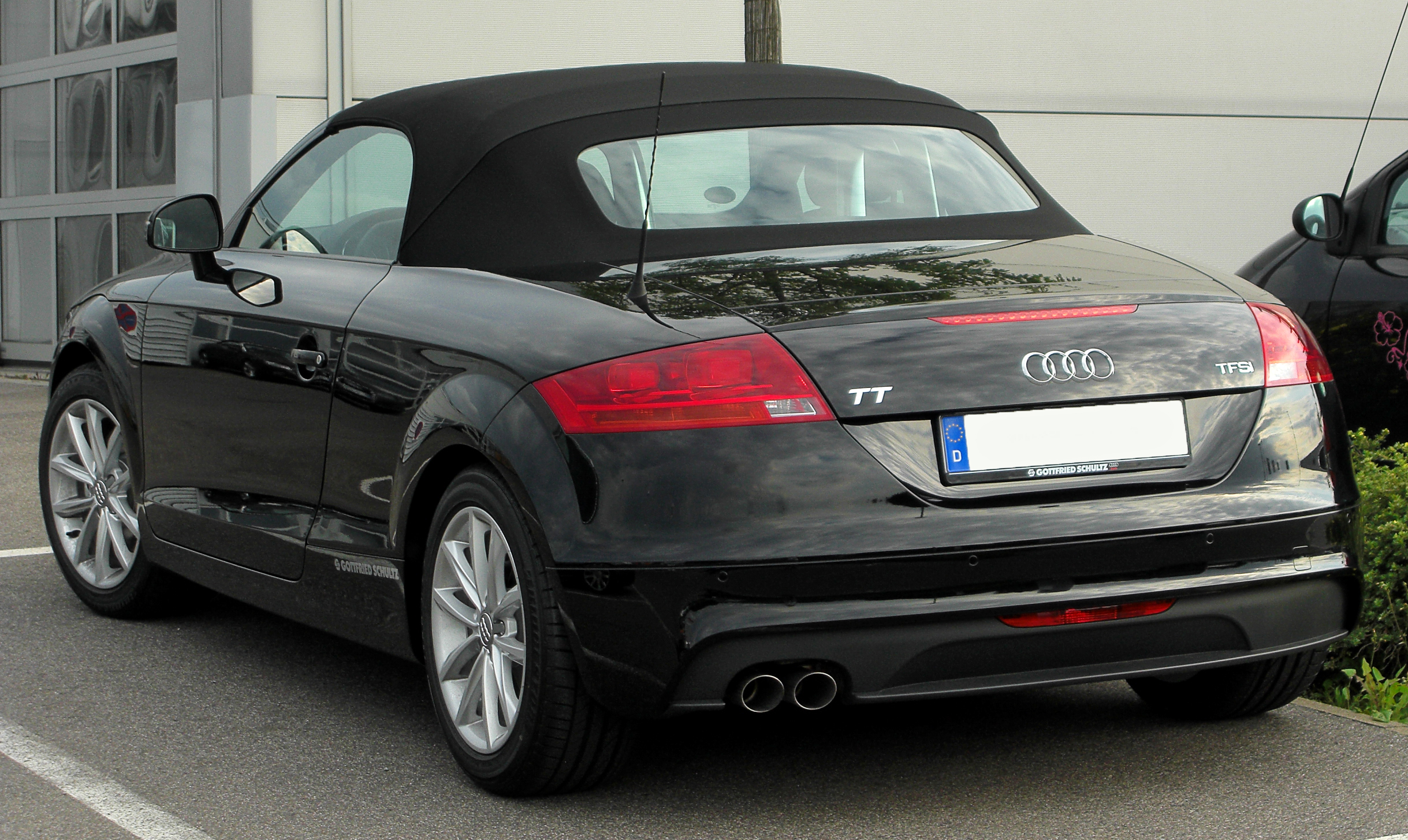
Heckansicht
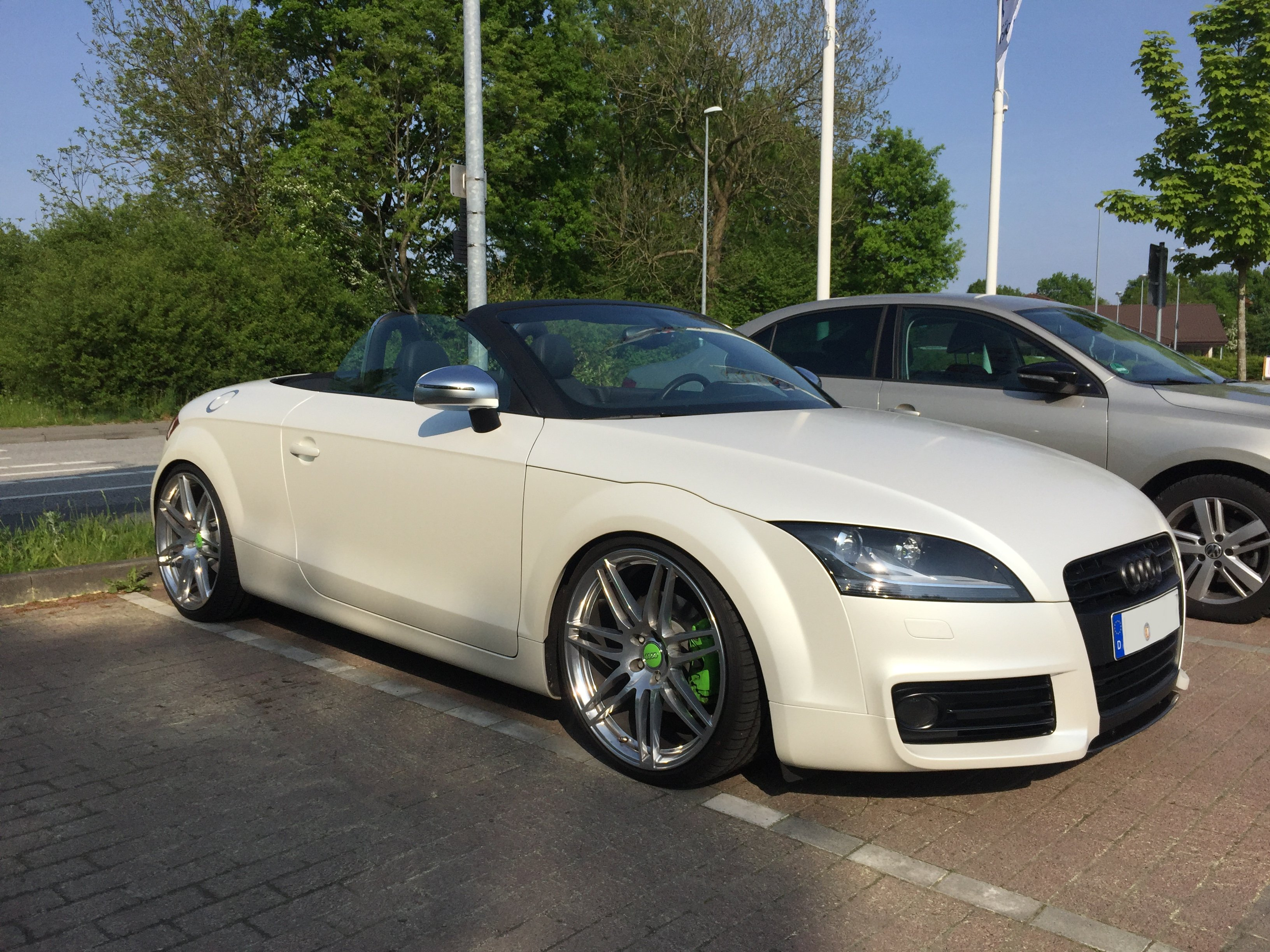
Audi TT Roadster mit geöffnetem Dach
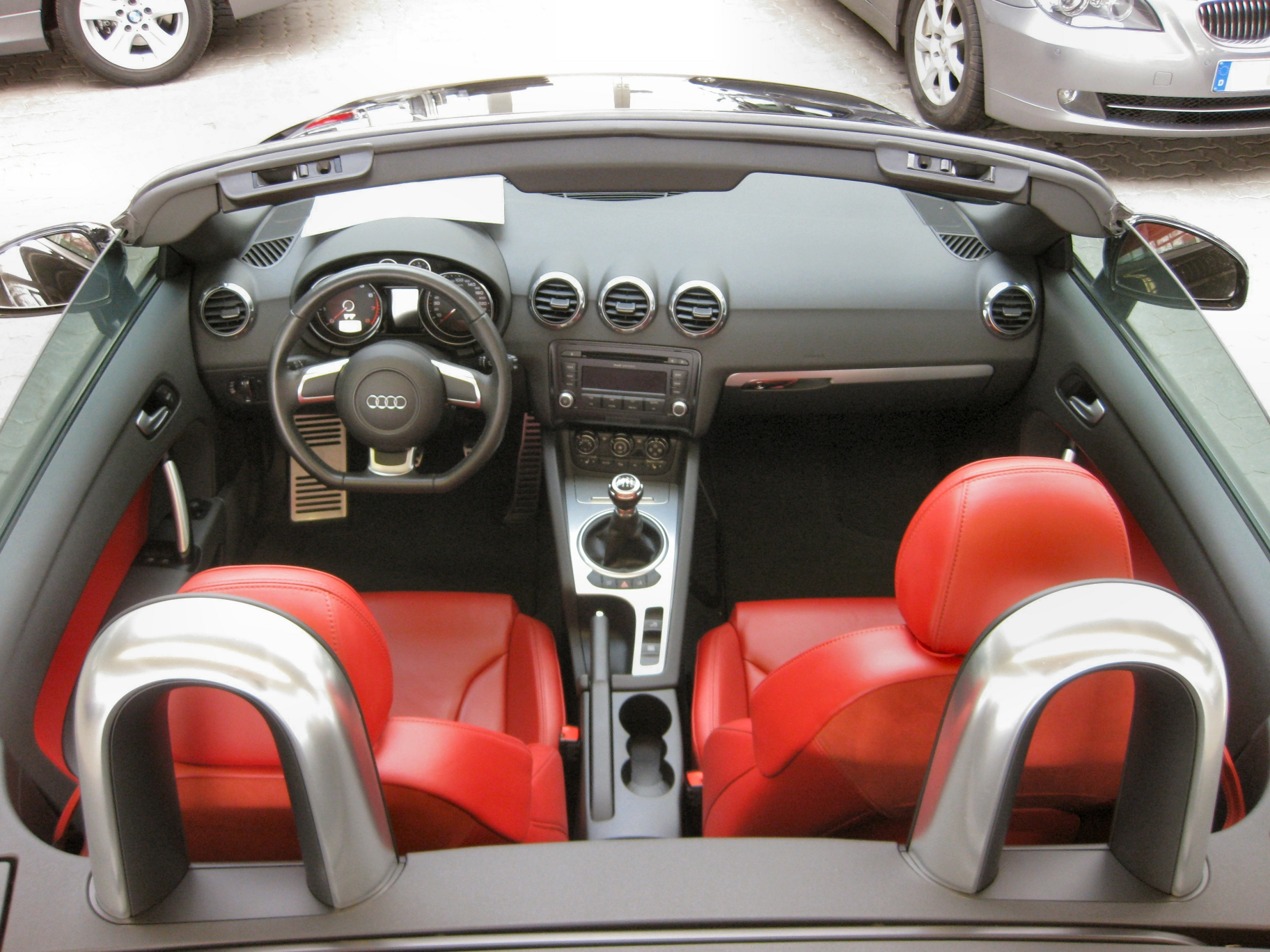
Innenraum des Roadsters

## Modellbasis
Technisch basierte die erste Generation des Audi TT wie der VW Golf IV und der Audi A3 8L auf der VW-Plattform PQ34, wobei die hintere Verbundlenkerachse der Golf-Modelle bei den quattro-Modellen gegen eine Einzelradaufhängung mit Längs- und Querlenkern ausgetauscht wurde.
Für die zweite Generation des Audi TT wird die vom Golf V und der Audi A3 8P bekannte Technik (VW-Plattform PQ35) genutzt. Sie wurde aber u. a. wegen der deutlich größeren Räder stark modifiziert. Die Vorderachse hat weitgehend neu entwickelte MacPherson-Federbeine mit versetzten Schwenklagern, die Hinterachse ist eine Vierlenker-Konstruktion. Um eine Gewichtsverteilung von 58 : 42 zu erreichen, wurde der Audi-Spaceframe (ASF) zu zwei Dritteln aus Aluminium gefertigt.
Neuartig ist auch das wahlweise zu verwendende Audi magnetic ride, ein spezielles magneto-rheologisches Stoßdämpferöl, das eine dynamische Anpassung der Dämpfungseigenschaften an die jeweilige Fahrsituation ermöglicht. Die Anpassung wird von einem extern beeinflussbaren Magnetfeld gesteuert, wodurch das mit Metallpartikeln versehene Öl in den Stoßdämpfern seine Viskosität und damit deren Härte verändert.
Wie beim A3 hat der Quattro-Allradantrieb des TT nicht das für Audi typische Torsen-Ausgleichsgetriebe, sondern übernahm es vom VW Golf 4Motion mit Haldex-Kupplung.

## Technische Daten
|                                            | 1.8 TFSI                   | 2.0 TFSI                   | 2.0 TFSI                   | 2.0 TFSI (TTS)           | 2.5 TFSI (TT RS)           | 2.5 TFSI (TT RS plus)      | 3.2                   | 2.0 TDI                  |
| ------------------------------------------ | -------------------------- | -------------------------- | -------------------------- | ------------------------ | -------------------------- | -------------------------- | --------------------- | ------------------------ |
| Bestellzeitraum                            | 04/2008–03/2014            | 04/2006–04/2010            | 04/2010–03/2014            | 01/2008–03/2014          | 03/2009–03/2014            | 02/2012–03/2014            | 04/2006–04/2010       | 04/2008–03/2014          |
| Motorbaureihe                              | VW EA888                   | VW EA113, (VW EA888)       | VW EA888                   | VW EA113                 | VW EA855                   | VW EA855                   | VW EA390              | VW EA189                 |
| Motorkennbuchstabe                         | CDAA                       | BWA, BPY, (CCZA)           | CESA, CETA                 | CDLB                     | CEPA                       | CEPB                       | BUB                   | CBBB, CFGB               |
| Motorart                                   | Ottomotor                  | Ottomotor                  | Ottomotor                  | Ottomotor                | Ottomotor                  | Ottomotor                  | Ottomotor             | Dieselmotor              |
| Motortyp                                   | Reihenbauart               | Reihenbauart               | Reihenbauart               | Reihenbauart             | Reihenbauart               | Reihenbauart               | VR-Bauart             | Reihenbauart             |
| Motoraufladung                             | Turbolader                 | Turbolader                 | Turbolader                 | Turbolader               | Turbolader                 | Turbolader                 | —                     | Turbolader               |
| Gemischaufbereitung                        | Benzindirekteinspritzung   | Benzindirekteinspritzung   | Benzindirekteinspritzung   | Benzindirekteinspritzung | Benzindirekteinspritzung   | Benzindirekteinspritzung   | Saugrohreinspritzung  | Common-Rail-Einspritzung |
| Zylinder/Ventile                           | 4/16                       | 4/16                       | 4/16                       | 4/16                     | 5/20                       | 5/20                       | 6/24                  | 4/16                     |
| Hubraum                                    | 1798 cm³                   | 1984 cm³                   | 1984 cm³                   | 1984 cm³                 | 2480 cm³                   | 2480 cm³                   | 3189 cm³              | 1968 cm³                 |
| max. Leistung bei min−1                    | 118 kW (160 PS)/ 4500–6200 | 147 kW (200 PS)/ 5100–6000 | 155 kW (211 PS)/ 4300–6000 | 200 kW (272 PS)/ 6000    | 250 kW (340 PS)/ 5400–6500 | 265 kW (360 PS)/ 5500–6700 | 184 kW (250 PS)/ 6300 | 125 kW (170 PS)/ 4200    |
| max. Drehmoment bei min−1                  | 250 Nm/1500–4500           | 280 Nm/1800–5000           | 350 Nm/1600–4200           | 350 Nm/2500–5000         | 450 Nm/1600–5300           | 465 Nm/1650–5400           | 320 Nm/2500–3000      | 350 Nm/1750–2500         |
| Antriebsart, serienmäßig                   | Vorderradantrieb           | Vorderradantrieb           | Vorderradantrieb           | Allradantrieb            | Allradantrieb              | Allradantrieb              | Allradantrieb         | Allradantrieb            |
| Antriebsart, optional                      | —                          | Allradantrieb              | Allradantrieb              | —                        | —                          | —                          | —                     | —                        |
| Getriebeart, serienmäßig                   | 6-Gang-Schaltgetriebe      | 6-Gang-Schaltgetriebe      | 6-Gang-Schaltgetriebe      | 6-Gang-Schaltgetriebe    | 6-Gang-Schaltgetriebe      | 6-Gang-Schaltgetriebe      | 6-Gang-Schaltgetriebe | 6-Gang-Schaltgetriebe    |
| Getriebeart, optional                      | 7-Gang-S tronic            | 6-Gang-S tronic            | 6-Gang-S tronic            | 6-Gang-S tronic          | 7-Gang-S tronic            | 7-Gang-S tronic            | 6-Gang-S tronic       | 6-Gang-S tronic          |
| Leergewicht                                | 1315–1395 kg               | 1335–1480 kg               | 1355–1500 kg               | 1470–1570 kg             | 1525–1610 kg               | 1525–1610 kg               | 1485–1565 kg          | 1445–1535 kg             |
| maximale Zuladung                          | 320–400 kg                 | 320–400 kg                 | 320–400 kg                 | 320–400 kg               | 320–400 kg                 | 320–400 kg                 | 320–400 kg            | 320–400 kg               |
| Beschleunigung, 0–100 km/h                 | 7,2–7,5 s                  | 6,2–6,7 s                  | 5,7–6,3 s                  | 5,2–5,7 s                | 4,3–4,7 s                  | 4,1–4,4 s                  | 5,7–6,1 s             | 7,5–7,8 s                |
| Höchstgeschwindigkeit                      | 223–226 km/h               | 235–240 km/h               | 240–245 km/h               | 250 km/h (1) (2)         | 250 km/h (1) (2)           | 280 km/h (1)               | 250 km/h              | 222–226 km/h             |
| Kraftstoffverbrauch auf 100 km, kombiniert | 6,4–6,9 l Super            | 7,7–7,8 l Super Plus       | 6,6–7,4 l Super            | 7,7–8,3 l Super Plus     | 8,5–9,5 l Super Plus       | 8,5–9,1 l Super Plus       | 9,4–10,4 l Super Plus | 5,3–5,6 l Diesel         |
| CO2-Emission, kombiniert                   | 147–161 g/km               | 178–186 g/km               | 154–172 g/km               | 179–194 g/km             | 197–221 g/km               | 197–212 g/km               | 224–250 g/km          | 139–146 g/km             |
| Abgasnachbehandlung, PM                    | –                          | –                          | –                          | –                        | –                          | –                          | –                     | DPF                      |
| Abgasnorm nach EU-Klassifikation           | Euro 5                     | Euro 4                     | Euro 5                     | Euro 5                   | Euro 5                     | Euro 5                     | Euro 4                | Euro 5                   |

## Produktionszahlen TT
Gesamtproduktion ca. 235.700 Fahrzeuge von 2006 bis 2014
| Jahr        | 2006              | 2007   | 2008   | 2009   | 2010   | 2011       | 2012       | 2013       | 2014              | Summe       |
| ----------- | ----------------- | ------ | ------ | ------ | ------ | ---------- | ---------- | ---------- | ----------------- | ----------- |
| TT Coupé    | 21.461 ca. 12.400 | 40.417 | 31.101 | 18.010 | 20.413 | ca. 20.508 | ca. 17.880 | ca. 15.358 | ca. 7.500         | ca. 183.587 |
| TT Roadster |                   | 16.349 | 10.688 | 4.811  | 5.804  | ca. 5.000  | ca. 4.000  | ca. 3.000  | ca. 2.500         | ca. 52.152  |
| Summe       | 12.400            | 56.766 | 41.789 | 22.821 | 26.217 | 25.508     | 21.880     | 18.358     | 17.621 ca. 10.000 | ca. 235.739 |

## TTS

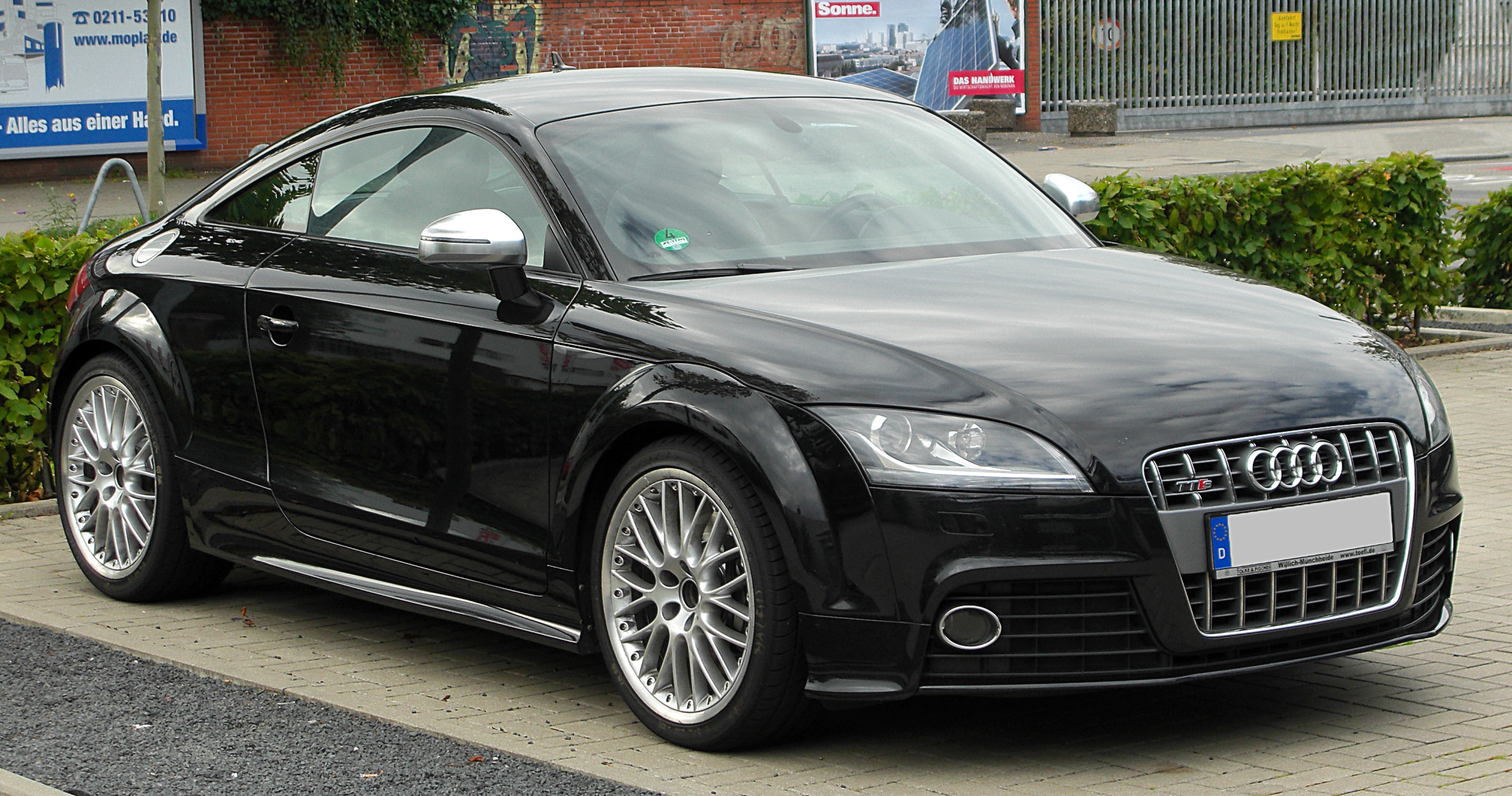
Audi TTS Coupé

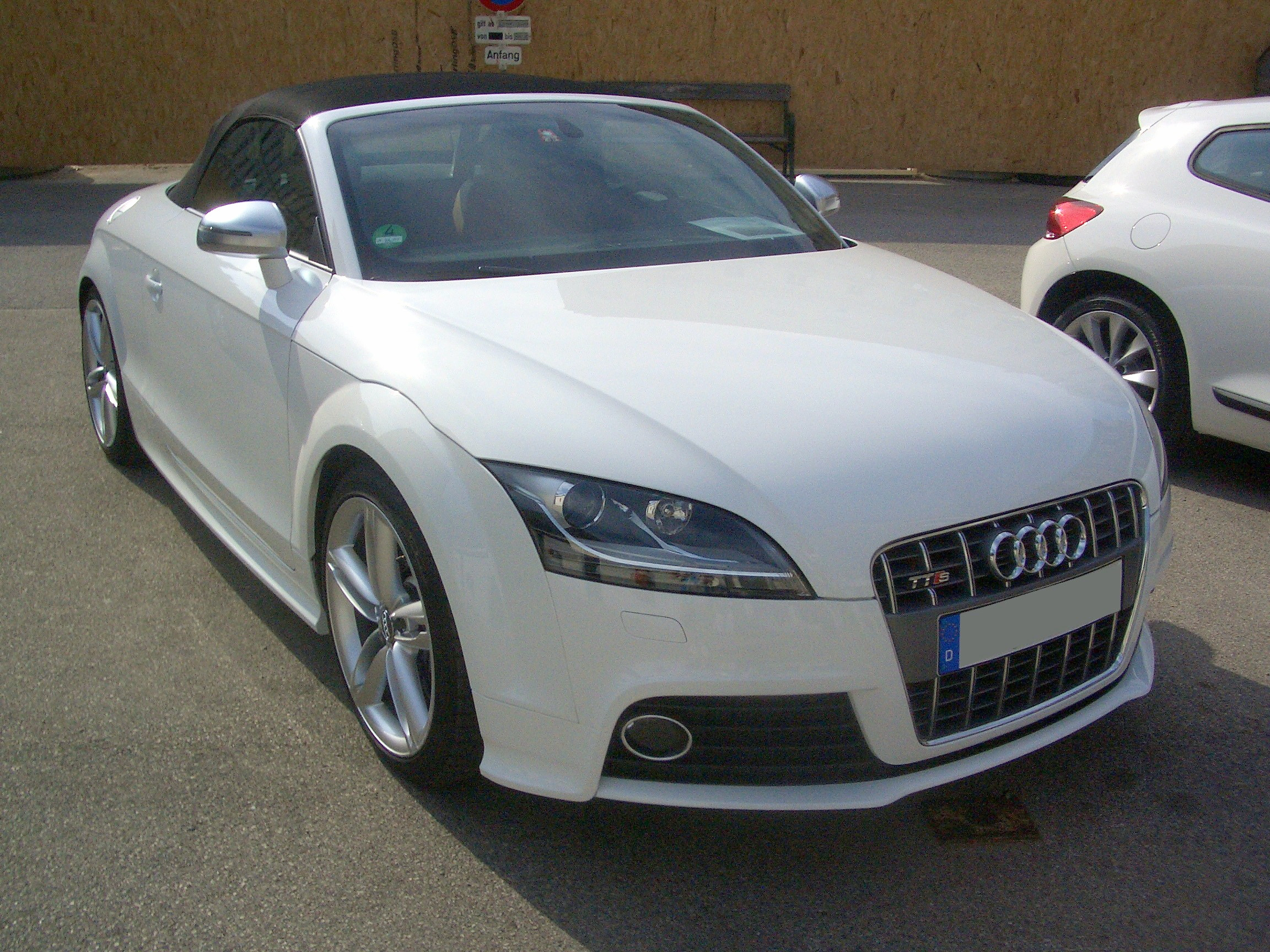
Audi TTS Roadster

Der TTS ist die Sportvariante des Audi TT und eine Reminiszenz an den NSU TTS; er wurde im zweiten Quartal 2008 vorgestellt. Als Motor wird das 2-Liter-TFSI-Aggregat mit 200 kW (272 PS) verwendet. Nach Werksangaben benötigt das Fahrzeug von 0 auf 100 km/h 5,2 s (Coupé) bzw. 5,3 s (Roadster). Der gesamte Ansaugtrakt, die Abgasanlage und der Turbolader wurden überarbeitet und damit optimiert bzw. im Querschnitt vergrößert. Serienmäßig kommt ein Magnetic-Ride-Sportfahrwerk zum Einsatz. Die Anbauteile wurden insgesamt überarbeitet. Frontschürze, Heckdiffusor und Seitenschweller sind speziell für den TTS gestaltet. Wie bei den S-Modellen üblich, hat der TTS alufarbene Spiegelkappen. Die Abgasanlage ist zweiflutig mit vier ovalen Endrohren. Eine Auspuffklappe dient dazu, die gesetzlichen Richtlinien bezüglich der Lautstärke innerorts einzuhalten. Das ESP ist in zwei Stufen regelbar, lässt sich jedoch nicht ganz abschalten. Die Scheinwerfer wurden neu gezeichnet und enthalten ein LED-Tagfahrlicht, das aus zwölf LEDs besteht. Neben einem Sechsgangschaltgetriebe ist gegen Aufpreis das automatisierte Doppelkupplungsgetriebe S tronic verfügbar. Außerdem hat der TTS deutlich größere Bremsscheiben als die leistungsschwächeren Modellvarianten, um trotz der höheren Motorleistung einem Nachlassen der Bremskraft (Fading-Effekt) bei längerer Beanspruchung entgegenzuwirken.

## TT RS

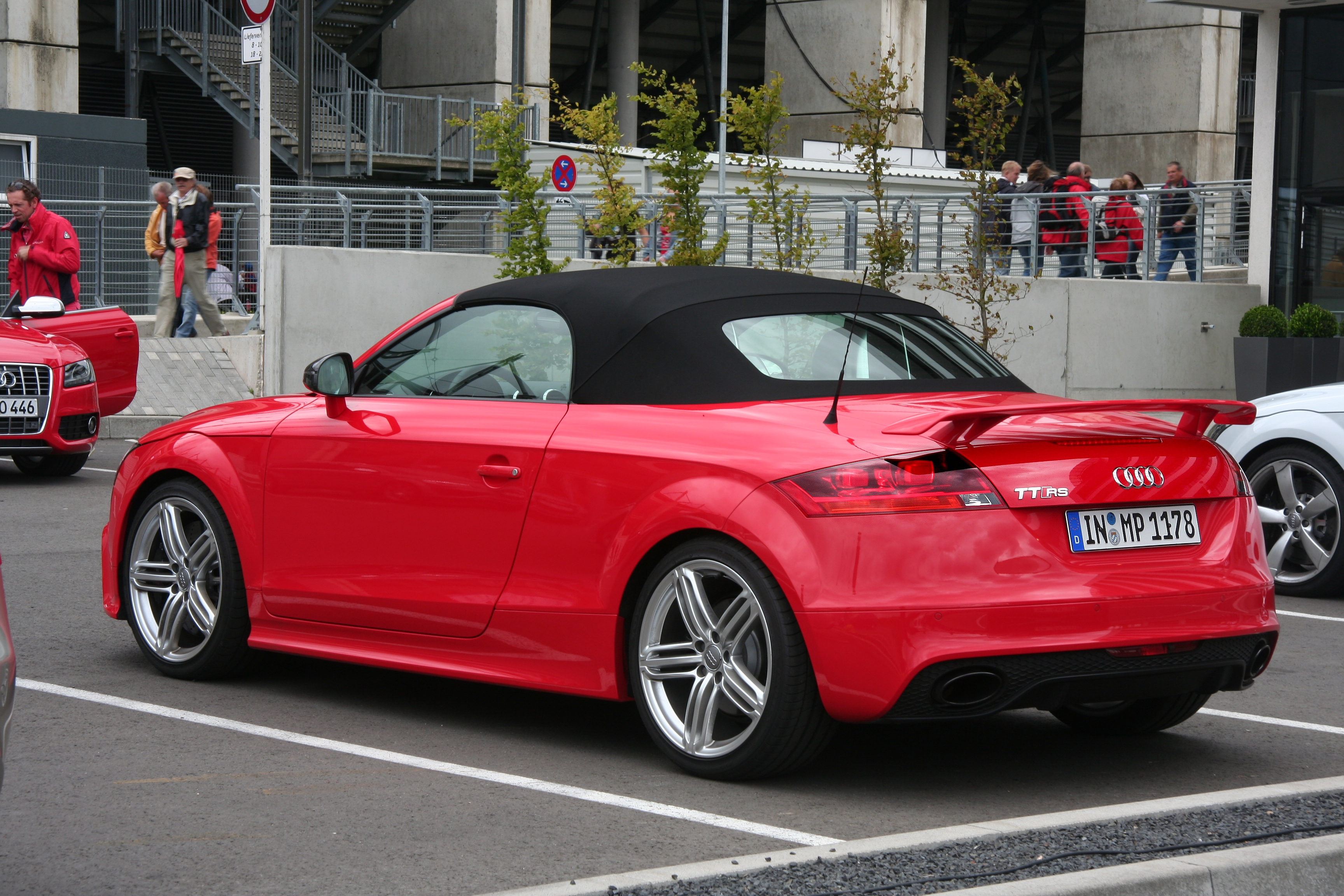
Audi TT RS Roadster

Der TT RS ist die stärkste und schnellste Sportvariante des Audi TT; er wurde im ersten Quartal 2009 vorgestellt.
Angetrieben wird er von einem stark modifizierten, aus dem US-Modell des VW Jetta entnommenen Reihenfünfzylinder, der als 2,5-l-TFSI 250 kW (340 PS) leistet. Hochfester Vermikulargraphitguss für das Kurbelgehäuse, Kolben aus Aluminiumguss, geschmiedete Pleuel, natriumgefüllte Auslassventile und in beide Richtungen je 42 Grad hydraulisch verstellbare Nockenwellen mit zweistufigem Kettentrieb, TFSI-Einspritztechnik sowie stählerne Zuganker, die durch den (vom V10-Triebwerk des R8 abgeleiteten) Zylinderkopf und das Kurbelgehäuse durchgeschraubt sind, verhelfen in Verbindung mit dem ungewöhnlich groß dimensionierten Turbolader dem Aggregat zu einem vergleichsweise niedrigen Gewicht und einem maximalen Drehmoment von 450 Nm, das im Drehzahlbereich zwischen 1600 und 5300/min durchgehend zur Verfügung steht.
Das Fahrzeug beschleunigt mit manuellem 6-Gang-Schaltgetriebe von 0 auf 100 km/h in 4,6 s (Coupé) bzw. 4,7 s (Roadster) und erreicht 200 km/h in 15,9 s (Coupé) bzw. 16,9 s (Roadster). Seit September 2010 ist neben dem manuellen 6-Gang-Schaltgetriebe auch ein S-tronic-7-Gang-Doppelkupplungsgetriebe verfügbar. Damit beschleunigt der TT RS durch optimierte Schaltzeiten ohne Zugkraftunterbrechung von 0 auf 100 km/h in 4,3 s (Coupé) bzw. 4,4 s (Roadster).
Äußerlich hebt sich der TT RS von den übrigen Varianten der Baureihe durch einen Kühlergrill mit schwarz glänzendem Rautengitter und Stoßfänger mit vergrößerten Lufteinlässen vorn, eine Hochleistungsbremsanlage mit 370-mm-Verbundscheiben vorn sowie im hinteren Bereich durch einen Diffusoreinsatz und einen feststehenden Heckflügel ab. Die Abgasanlage ist zweiflutig mit zwei großen ovalen Endrohren. Zusätzlich sind die Abgasanlagen mit Schaltklappen ausgestattet. Mit der Sporttaste in der Mittelkonsole kann so die Charakteristik der Abgasanlage verändert und eingestellt werden.
Über das Fahrerinformationssystem sind zusätzliche Daten über Ladedruck, Öltemperatur und Rundenzeit abrufbar; auf Wunsch sind Schalensitze erhältlich. Mit einer „Sporttaste“ kann das Ansprechverhalten auf Gaspedalbewegungen erhöht werden.
Die Höchstgeschwindigkeit des TT RS wird serienmäßig bei 250 km/h elektronisch abgeregelt, kann jedoch ab Werk gegen Aufpreis auf 280 km/h begrenzt werden. Die Kraft wird über die Haldex-Kupplung (aus dem Golf übernommen) an alle vier Räder übertragen.